# JUSTICE of LIGHT
「JUSTICE of LIGHT」（ジャスティス・オブ・ライト）は、五條真由美のシングル。2009年11月18日にコロムビアミュージックエンタテインメントから発売された。

## 概要
表題曲「JUSTICE of LIGHT」は、テレビアニメ『聖剣の刀鍛冶』のオープニングテーマに起用された。同アニメのエンディングテーマ、「みらくるハッピーディ」との同時リリース。ジャケットにはセシリー・キャンベルのイラストがプリントされている。

## 収録曲
全作詞：森由里子
1. JUSTICE of LIGHT [3:55]
作曲：岩崎貴文、編曲：新井理生
2. 泣きそうになる [4:12]
作曲：Loop-K、編曲：亀山耕一郎
3. JUSTICE of LIGHT （off vocal）
4. 泣きそうになる （off vocal）